# Estación Manantiales (Chile)
Manantiales es una estación de ferrocarril ubicada en la localidad de Manantiales, comuna de Placilla, Chile. Formó parte del ramal San Fernando-Pichilemu.
El edificio se encuentra en buen estado, sin embargo como estación fue suprimida en 1963, y fue vendida a privados. Hoy se puede apreciar su conservación al estar habitada.